# Artena

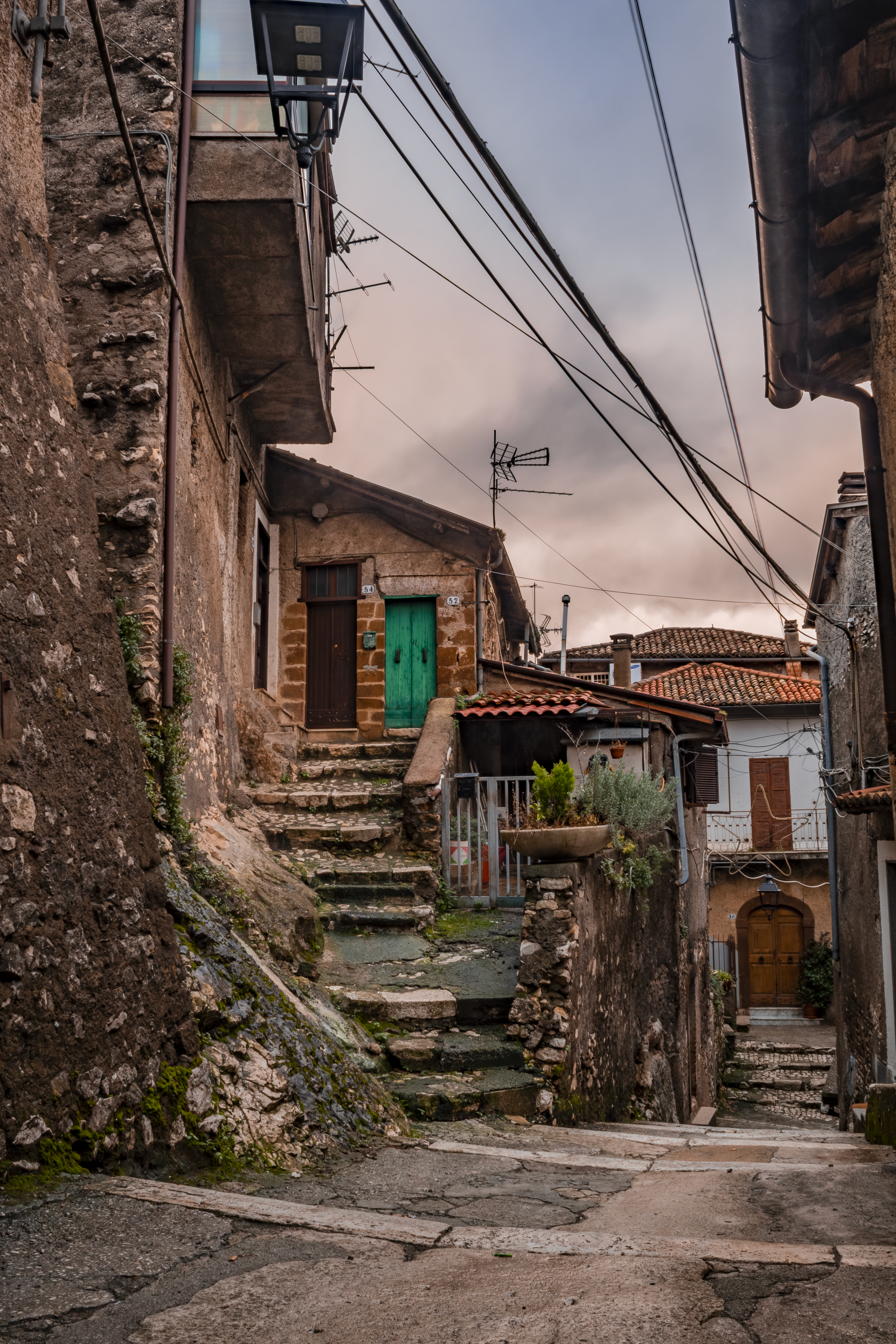
Scorcio dei fitti vicoli del centro storico di Artena

Artèna è un comune italiano di 13 670 abitanti nella città metropolitana di Roma Capitale.

## Geografia fisica

### Territorio
La città di Artena è situata nell'alta valle del fiume Sacco, arroccato sulle prime propaggini dei monti Lepini a 420 metri s.l.m., e a una distanza di 30 km a sud di Roma.
Confina a sud con i comuni di Cori e Rocca Massima in provincia di Latina; a est con Colleferro e Segni, a ovest con Lariano e Rocca di Papa; a nord con i comuni di Rocca Priora, Palestrina e Valmontone.
Una exclave del suo territorio è posta tra i comuni di Velletri, Cori, Lariano e Cisterna di Latina dove si trova il lago di Giulianello.

#### Orografia
L'abitato di Artena sorge su un alto costone calcareo, propaggine settentrionale della dorsale Ernico-Lepino-Ausona che in direzione nord-ovest sud-est si estende fino al mar Tirreno. Presenta una morfologia piuttosto aspra con pendenze molto ripide superiori al 40% ed è soggetta a fenomeni carsici che hanno dato origine a doline, pozzi e inghiottitoi. La quota più alta si attesta sui 621 metri s.l.m. .
La parte nuova del paese si sviluppa in una piana conformata da depositi alluvionali fluviali, prolungamento della pianura alluvionale del fiume Sacco e dei suoi affluenti, depositi vulcanici (prodotti in antichità dal vicino Vulcano Laziale) e sedimenti rimaneggiati con blandi rilievi che si attestano su quote tra i 200 e i 250 metri s.l.m. e che contornano tutto il bordo del costone su cui sorge la parte antica del paese. Si rileva la presenza di cavità di grande diametro (ne esistono almeno 4 nei territori di Artena e di Colleferro) presumibilmente dovute all'erosione dal basso ed al conseguente sprofondamento.
A pochi chilometri di distanza si trova il lago di Giulianello, le cui origini sono ancora allo studio: una cavità poco profonda di forma ovale, presumibilmente di origine vulcanica, forse un cratere a emissione gassosa.

### Clima
Appartenente alla zona D della Classificazione climatica dei comuni italiani, Artena ha un clima caratterizzato da estati calde (massima temperatura 35\36 gradi) e inverni non tanto freddi. Le ultime grandi nevicate furono quelle del 1985 (con la cittadina ricoperta da 1 metro e mezzo di neve) e quella del 2012.

## Origini del nome
Livio (III,30) scrive testualmente: "Horatius, cum iam Aequi Corbione interfecto praesidio Ortonam etiam cepissent, in Algido pugnat […]": "Il console Marco Orazio Pulvillo ingaggia battaglia sul monte Algido (459 a.C.) poiché gli Equi, annientato il presidio di Corbione, avevano conquistato anche Ortona".
Il nome citato dallo storico latino è identico a quello della città frentana che si erge su un promontorio ripido al mare, identico al paese di Ortona nella Marsica, che sorge su un colle ripido al fiume. Il nome Artena, allora, non può che avere la stessa origine, da accadico arittu dritto, perpendicolare e accadico enu fiume, sorgente, e fa riferimento al fatto di trovarsi su un'altura nell'alta valle del fiume Sacco.

## Storia
Scavi archeologici nel 1830 da lord Beverly, compiuti nei pressi del hanno dimostrato l'esistenza di una città d'origine preromana, sorta prima dell'VIII secolo a.C. di cui restano imponenti mura ciclopiche, e altri reperti straordinari, contenuti oggi nel museo archeologico dedicato a Roger Lambrechts.
Sulla base di questi ritrovamenti e dei passi di Tito Livio che pone la città tra Ecetra e Ferentino, Antonio Nibby identificò questo sito con l'antica città di Artena, prima volsca e quindi romana, che poi sarebbe diventata Montefortino, dal castrum che si ergeva sul monte, nome che la città ebbe dal Medioevo fino al 1873.
Nel 404 a.C. Roma, mentre continuava l'assedio di Veio, iniziato l'anno prima, rivolse la propria attenzione ai Volsci, che furono sconfitti in una battaglia campale tra Ferentino ed Ecetra. I romani poi riuscirono a conquistare la città volsca di Artena, grazie al tradimento di uno schiavo, che indicò ai soldati un passaggio per arrivare alla rocca, dove si erano asserragliati i difensori.
Le antiche cronache narrano che Montefortino si sviluppò su un grosso colle che dominava la valle del Sacco; e alcune cronache antiche aggiungono che in questi luoghi partivano briganti che assalivano i viandanti che, diretti a Roma da sud, attraversavano la valle del Sacco; e tale attività era presente già nell'antichità.
L'esistenza di Montefortino è documentata fin dal 1226, quando su di essa è ascritta la signoria Conti di Segni. che ressero il castello fino al 1475, quando fu presa d'assalto da Carlo VIII di Francia durante la sua marcia su Napoli, perché il signore Jacopo Conti si era alleato con gli Aragonesi. Presa Artena ne fece signore Prospero Colonna della potente e antica famiglia Colonna.
La spiccata attività antipapale di questi ultimi, provocò ad Artena diverse distruzioni per opera dei Pontefici nel 1526 (Clemente VII), nel 1543 (Paolo III) e nel 1557, sotto Paolo IV che, addirittura, giunse a mettere fuori legge gli abitanti di Montefortino solo perché erano stati fedeli alla famiglia Colonna, a far radere al suolo l'abitato, e ad esercitare il rito dell'aratura e della semina del sale sulle rovine della cittadina.
A causa dei grossi debiti contratti dalla famiglia Colonna, Montefortino fu venduto al Cardinale Scipione Borghese nel 1614, che ne divenne il signore. Il cardinale Borghese portò notevoli migliorie alla città; s'impegnò fino in fondo a riedificare il paese, messo in difficoltà dalle continue devastazioni e dalla cattiva amministrazione dei Colonna. Molte innovazioni di quell'epoca sono ancora oggi presenti: la centrale Piazza della Vittoria, l'Arco Borghese, la Via del Borgo, la Via Nuova, il Convento di San Francesco e l'Asilo di San Marco. Inoltre, il principe cardinale fece ristrutturare il Palazzo, già cominciato dai Colonna, che porta il suo nome. L'antica famiglia Borghese rimase proprietaria di Montefortino anche durante il periodo napoleonico.
Nel 1849 si rifugiò a Montefortino Giuseppe Garibaldi, in fuga da Roma, dove soggiornò una notte, partendo poi per la Romagna.
Durante la seconda guerra mondiale tra il 1944 e il 1945 il paese subì l'occupazione dei tedeschi e i bombardamenti degli alleati.
Negli anni recenti, il paese, grazie alla vicinanza con le città di Roma e Latina e la posizione in prossimità del casello autostradale di Valmontone ha conosciuto un discreto sviluppo demografico ed economico.

### Simboli
Lo stemma e il gonfalone del comune sono stati concessi con decreto del Presidente della Repubblica del 30 ottobre 2008.
Il gonfalone è un drappo partito di verde e di rosso.

## Monumenti e luoghi d'interesse

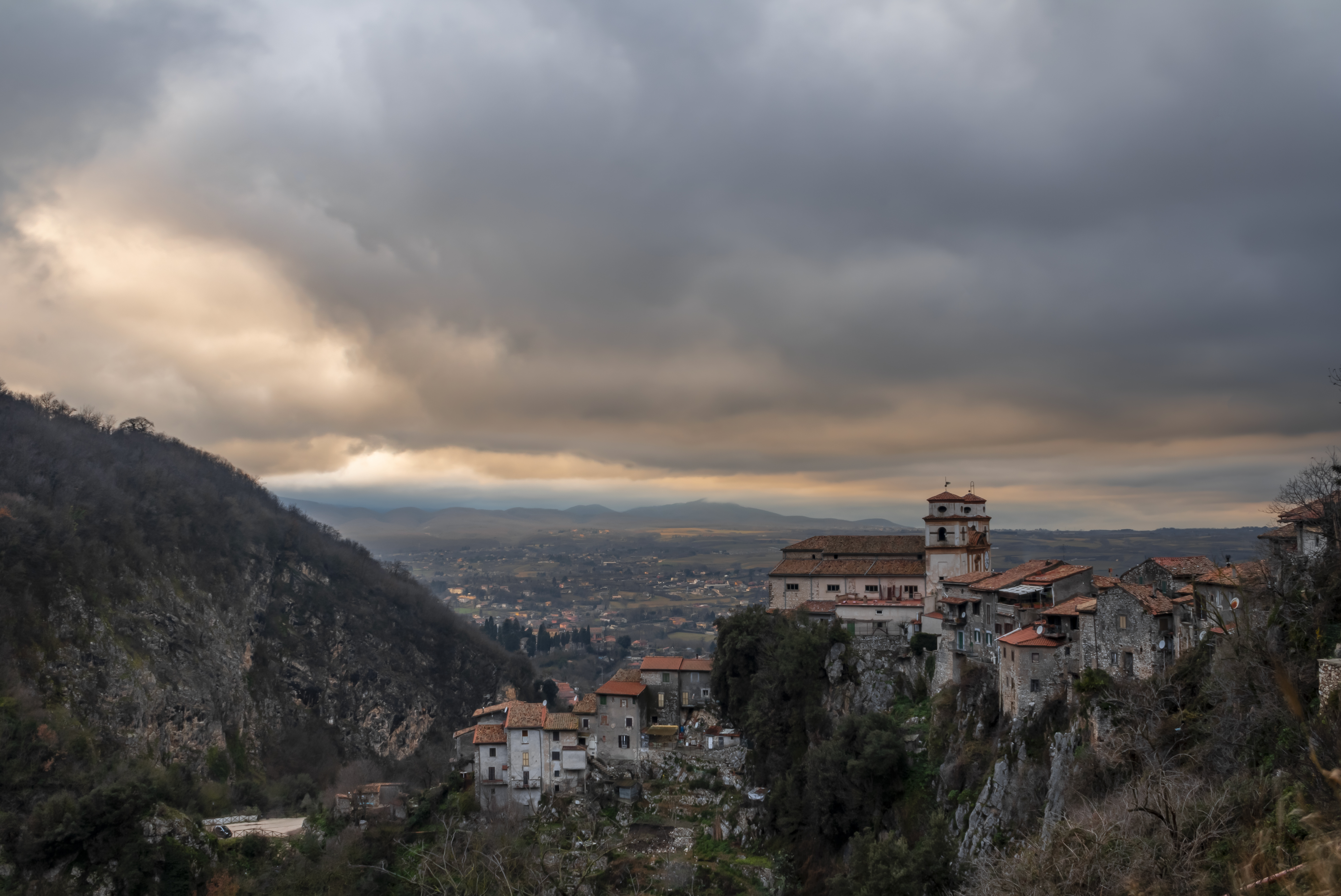
Panorama e vista laterale della chiesa di Santa Croce

L'intero centro storico, tra i meglio conservati del Lazio, rappresenta un mirabile esempio di antico borgo pedemontano.
L'abitato, che si articola in una rete di vicoli a scalini con edifici in muratura a faccia vista e finestre piccole e strette quasi fossero feritoie, è edificato su una lunga e stretta costola calcarea fra due cavità carsiche, delle quali una si apre immediatamente sotto le case con una parete a strapiombo. 
L'aspetto complessivo rievoca il toponimo medievale, Montefortino, avendo il paese un aspetto più simile ad una fortezza che ad un centro abitato.
Dal Borgo basso alla Rocca posta in sommità si superano circa 150 m di dislivello.

### Architetture religiose
- Chiesa di Santa Maria delle Letizie
- Chiesa di Santa Croce
- Chiesa di Santo Stefano Protomartire
- Chiesa del Rosario
- Convento dei Padri Francescani, costruito nel 1629 dal cardinale Scipione Borghese.

### Architetture civili
- Palazzo Borghese maestoso edificio del XVII secolo le cui forme attuali si devono al radicale rifacimento commissionato da Scipione Borghese, eseguito tra il 1615 e il 1618 dall'architetto olandese Giovanni Van Santen sulle preesistenti dimore dei Colonna e dei Massimo. Al suo interno il monumentale giardino recentemente sistemato è aperto alle visite.
- L'Arco Borghese, monumentale arco fatto costruire da Scipione Borghese sulla principale via di accesso al centro abitato e recentemente restaurato.
- Ex Granaio Borghese, un palazzo di forma rettangolare rialzato dal fronte stradale fatto costruire dalla famiglia Borghese nel XVIII secolo che ha mantenuto la sua funzione originaria fino agli anni cinquanta. Restaurato è sede del Museo archeologico Roger Lambrechts e della Sala Consiliare.

### Siti archeologici
- Nella zona conosciuta come Piano della Civita si trovano i resti delle mura di un insediamento pre-romano risalente al IV-V secolo a.C.: lunghe 2,5 km, delimitano una superficie estesa di 825 metri da nord a sud e 525 metri da est a ovest.

Musei
Museo Civico Archeologico “Roger Lambrechts”
Museo del rugby italiano

### Aree naturali

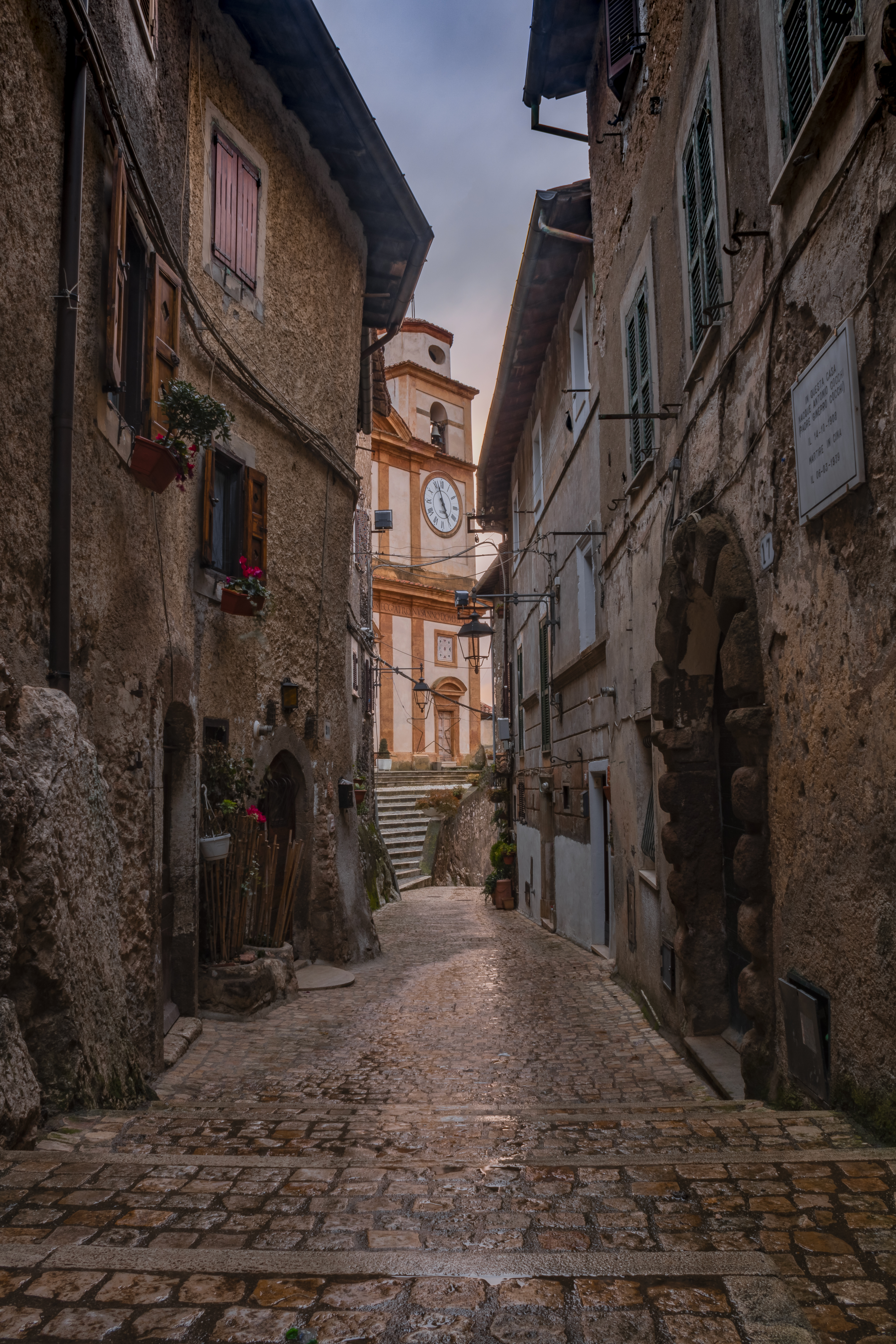
Collegiata di Santa Croce

- Lago di Giulianello situato a circa 8 km dal centro urbano, in una exclave del territorio comunale. Nel 2007, con decreto del presidente della Regione Lazio il lago e la zona circostante, sono stati eretti a monumento naturale.

## Società

### Evoluzione demografica
Abitanti censiti

### Etnie e minoranze straniere
Secondo i dati ISTAT al 1º gennaio 2022 la popolazione straniera residente era di 945 persone. Le nazionalità maggiormente rappresentate in base alla loro percentuale sul totale della popolazione residente erano:
- Romania, 533 - 3,90%
- Albania, 184 - 1,34%
- Marocco, 58 - 0,42%
- Tunisia, 32 - 0,23%

### Tradizioni e folclore

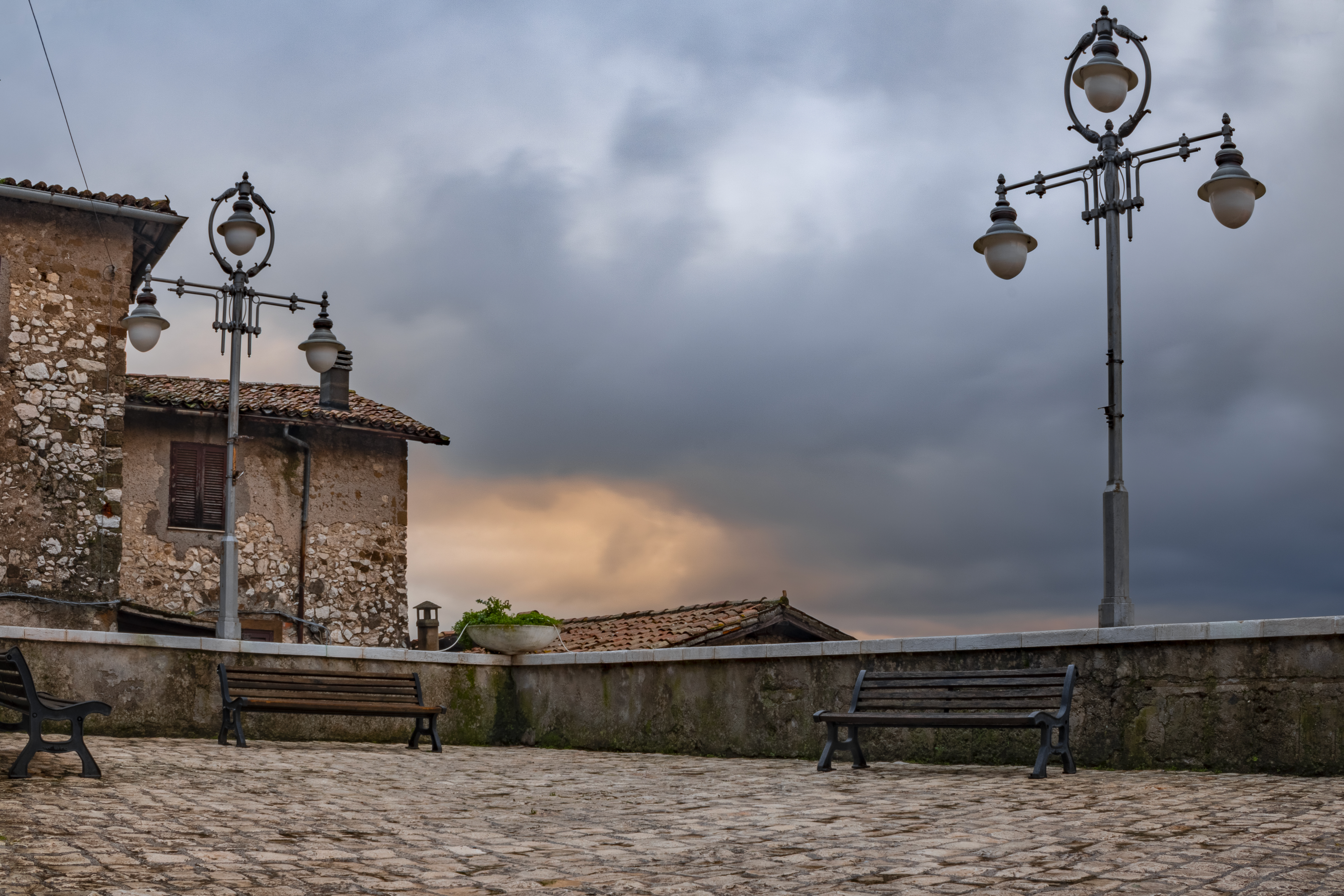
Piazza della Resistenza, posta nella parte superiore del borgo di Artena

Il principale evento è la Processione della Madonna della Grazie, che si svolge ininterrottamente dal 1731 ogni anno, il sabato che precede la terza domenica di maggio. La Madonna delle Grazie di Artena è venerata nel paese fin dal XV secolo, quando fu ritrovata la Statua della Vergine delle Grazie, probabilmente trafugata da banditi in qualche chiesa del napoletano e lasciata dalle parti di Artena.
Dal 1789 circa, in processione vengono portati i Cristi Fiorati, enormi crocifissi inghirlandati con petali di fiori a rappresentare i temi più importanti della fede. Ogni confraternita ne porta in spalla uno, accompagnato dallo stendardo della stessa confraternita. La processione parte dalla casa abituale della Madonna delle Grazie, per giungere al santuario di Santa Maria, la chiesa posta nel punto più alto del paese. La Madonna resta coperta per quasi un anno alla vista del popolo e viene scoperta solo il venerdì precedente la processione. Solitamente i botti oscuri annunciano il suo avvio: la Madonna, attraverso le vie del centro storico, raggiunge il paese a valle e poi risale verso il borgo antico, dove, dopo quattro ore, arriva nella chiesa di Santa Croce.La statua viene messa in mostra per la venerazione e la preghiera per una settimana, fino alla domenica successiva, quando, attraverso un'altra processione, ritorna nella chiesa di Santa Maria. Questa cerimonia vede la partecipazione di oltre cinquemila persone. Tutte o quasi scalze e con enormi ceri in braccio.
Altra manifestazione è il Palio delle Contrade, che si festeggia ogni secondo sabato di agosto. La manifestazione si apre con la sfilata storica per le vie del borgo antico, fino al Parco di Villa Borghese, dove si svolgono le 20 gare di abilità basate sulle antiche tradizioni, tra le dieci contrade di Artena. Una festa rinata nel 1992, che affonda le sue radici nel XIV sec. con il nome del Palio della Maddalena. Nel 2020 la manifestazione non si è svolta a causa della pandemia di Covid-19.

## Cultura

### Cinema
Artena è stata teatro di alcune pellicole cinematografiche tra cui citiamo:
- L'amante del vampiro di Renato Polselli del 1960
- L'ultima preda del vampiro di Piero Regnoli del 1960
- Il boia scarlatto di Massimo Pupillo del 1966
- Le 7 cinesi d'oro di Vincenzo Cascino del 1967
- Romeo e Giulietta di Franco Zeffirelli del 1968
- Un bianco vestito per Marialé di Romano Scavolini del 1972
- I vizi morbosi di una governante di Filippo Walter Ratti del 1977
- Il prefetto di ferro di Pasquale Squitieri con Claudia Cardinale del 1977
- Il pentito sempre di Squitieri, con Tony Musante e Franco Nero film del 1985
- Li chiamarono... briganti! di Pasquale Squitieri, con Enrico Lo Verso, Giorgio Albertazzi e Claudia Cardinale del 1999
- The Golden Bowl di James Ivory, con Uma Thurman e Nick Nolte. Film del 2000.
- Fantasmi - Italian Ghost Stories, di Tommaso Agnese, Andrea Gagliardi, Roberto Palma, Stefano Prolli, Omar Protani & Marco Farina del 2011
- Hotaru no hikari - Il film di Hiroshi Yoshino, con Haruka Ayase, Naohito Fujiki del 2012
- Astolfo di e con Gianni Di Gregorio del 2022

## Economia
L'economia si basa sull'agricoltura e sull'allevamento.

## Infrastrutture e trasporti
Artena è servita dall'autostrada A1 Milano-Napoli tramite il casello di Valmontone. Le altre arterie stradali costituenti la rete principale sono la strada provinciale 215 Tuscolana, la strada provinciale 600 Ariana e la strada provinciale 81/a Artena-Giulianello.
Il comune è servito dalla Stazione di Valmontone, ubicata lungo la linea ferroviaria Roma-Cassino-Napoli, tramite la linea regionale FL6. In passato Artena era servita dalla stazione di Artena-Valmontone, posta sulla linea Velletri-Segni.

## Amministrazione
Fa parte della Comunità Montana dei Monti Lepini "Area Romana".
Sviluppatasi a partire dal XII secolo con il nome di Montefortino, ha assunto il nome attuale nel 1873, in ricordo dell'antica città dei Volsci, sulla cui area si crede fosse stata fondata.
| Periodo         | Periodo        | Primo cittadino      | Partito      | Carica                  | Note                                                     |
| --------------- | -------------- | -------------------- | ------------ | ----------------------- | -------------------------------------------------------- |
| 31 marzo 1992   | 4 aprile 2005  | Erminio Latini       | Lista civica | Sindaco                 |                                                          |
| 5 aprile 2005   | 31 marzo 2010  | Maria Luisa Pecorari | Lista civica | Sindaco                 |                                                          |
| 31 marzo 2010   | 6 ottobre 2013 | Mario Petrichella    | Lista civica | Sindaco                 |                                                          |
| 28 ottobre 2013 | 25 maggio 2014 | Nicola Di Matteo     |              | Commissario prefettizio |                                                          |
| 25 maggio 2014  | maggio 2024    | Felicetto Angelini   | Lista Civica | Sindaco                 | Rieletto alle elezioni amministrative in Italia del 2019 |
| giugno 2024     | In carica      | Silvia Carocci       | Lista Civica | Sindaco                 |                                                          |

### Gemellaggi
Artena è gemellata con:
- Alcalá del Río[22]

### Altre informazioni amministrative
- Fa parte della XVIII Comunità dei Monti Lepini[21]

## Sport

### Calcio
- ASD Vis Artena, principale squadra di calcio di Artena, che ha militato in Serie D. Dopo la fusione con l'ASD Real Montefortino prende il nome di Real Vis Artena e milita in Prima Categoria
- ASD Real Montefortino, squadra non più attiva, che ha militato in Prima Categoria prima della fusione con il Vis Artena

#### Impianti sportivi
- Campo di calcio comunale
- Campo Sportivo "Armando Picchi", situato nella frazione Macere di Artena
- Nel comune è presente una pista di Karting

### Rugby
Artena rugby Redblu, società sportiva di rugby erede della Red & Blu che ha militato nella Serie A femminile e vincitrice della Coppa Italia femminile nel 2016. È attiva solo a livello giovanile.